# Меди
Меди́ (фр. Médis) — коммуна во Франции, находится в регионе Пуату — Шаранта. Департамент коммуны — Приморская Шаранта. Входит в состав кантона Сожон. Округ коммуны — Сент.
Код INSEE коммуны — 17228.

## Население
Население коммуны на 2010 год составляло 2739 человек.
| 1962 | 1968 | 1975 | 1982 | 1990 | 1999 | 2010 |
| ---- | ---- | ---- | ---- | ---- | ---- | ---- |
| 968  | 1128 | 1450 | 1663 | 1965 | 2161 | 2739 |